# Станіславув (гміна Осьякув)
Станіславув (пол. Stanisławów) — село в Польщі, у гміні Осьякув Велюнського повіту Лодзинського воєводства.